# Gloniella caruaniana
Gloniella caruaniana är en svampart som beskrevs av Sacc. 1915. Gloniella caruaniana ingår i släktet Gloniella och familjen Hysteriaceae.   Inga underarter finns listade i Catalogue of Life.